# Время умирать (1982)
«Время умирать», или «Пора умирать» (англ. A Time To Die), — кинофильм и экранизация 1982 года для романа Марио Пьюзо.

## Сюжет
Идёт 1948 год. Ветеран Второй мировой войны Майкл Роже хочет отомстить за смерть своей жены, погибшей от рук нацистов: четверых немцев, сицилийца и венгра. Ему помогают сотрудник ЦРУ Джек Бэйли и присоединившаяся к ним позже Дора.

## В ролях
- Эдвард Альберт — Майкл Роже
- Рекс Хэррисон — Ван Остен
- Род Тейлор — Джек Бейли
- Раф Валлоне — Дженко Бари
- Линн Стокке — Дора
- Том Ван Бик — Джон Шмидт
- Люси Виссер — миссис Роже

## Съёмочная группа
- Режиссёр: Мэтт Цимбер
- Сценаристы: Мэтт Цимбер, Вилли Расселл и Джон Ф. Гофф
- Продюсер: Чарльз Ли
- Операторы: Томас Ф. Денов и Эдуард Ван дер Энден
- Композиторы: Эннио Морриконе и Роберт О. Рэглэнд
- Монтажёры: Байрон В. Брандт и Фред А. Чулак
- Художники-постановщики: Фрэнк Розен и Джон Томсон